# نوكيا C3-00
نوكيا C3-00 (بالإنجليزية: Nokia C3-00)‏ هو هاتف محمول من نوكيا، تم طرحه في الأسواق في 2010.

## الخصائص
- الشاشة: 320 × 240
- الوزن: 87.7 غرام
- الذاكرة: 8 جيجابايت